# Catalin Tecuceanu
Catalin Tecuceanu, född 9 september 1999 i Tecuci, är en rumänskfödd italiensk medeldistanslöpare.

## Karriär
Tecuceanu är född i Rumänien men flyttade 2008 till Trebaseleghe i Italien för att ansluta till sin far som flyttade dit 2002. Han började med friidrott som tolvåring efter att ha gått i sina bröders fotspår. 2017 tävlade Tecuceanu för Rumänien vid junior-EM i Grosseto, men blev utslagen i försöksheatet på 800 meter.
I september 2021 vid Hanžeković Memorial i Zagreb noterade Tecuceanu ett nytt rumänskt rekord på 800 meter med tiden 1 minut och 44,93 sekunder, där det tidigare rekordet hade stått sig sedan 1985. I november 2021 fick han italienskt medborgarskap och sedan mars 2022 får han representera Italien i internationella tävlingar. I juli 2022 tog Tecuceanu brons på 800 meter vid medelhavsspelen i Oran efter ett lopp på 1 minut och 44,97 sekunder. Samma månad tävlade han på 800 meter vid VM i Eugene och noterade ett nytt personbästa i försöksheatet på tiden 1 minut och 44,83 sekunder, vilket placerade honom som den åttonde bästa italienaren genom tiderna på distansen. Följande månad tävlade Tecuceanu på 800 meter vid EM i München, men tog sig inte vidare från försöksheatet.
I februari 2023 tog Tecuceanu guld på 800 meter vid italienska inomhusmästerskapen i Ancona och noterade ett nytt personbästa på 1 minut och 45,99 sekunder, vilket placerade honom som den andra bästa italienaren genom tiderna på distansen. Följande månad slutade Tecuceanu på sjunde plats på 800 meter vid inomhus-EM i Istanbul.

## Tävlingar

### Internationella
| År                    | Tävling                        | Plats                 | Placering             | Gren                  | Tid                   |
| Tävlande för Rumänien | Tävlande för Rumänien          | Tävlande för Rumänien | Tävlande för Rumänien | Tävlande för Rumänien | Tävlande för Rumänien |
| --------------------- | ------------------------------ | --------------------- | --------------------- | --------------------- | --------------------- |
| 2017                  | Junioreuropamästerskapen       | Grosseto              | 29:e (h)              | 800 m                 | 1.54,80               |
| Tävlande för Italien  |                                |                       |                       |                       |                       |
| 2022                  | Medelhavsspelen                | Oran                  | 3:e                   | 800 m                 | 1.44,97               |
| 2022                  | Världsmästerskapen             | Eugene                | 16:e (sf)             | 800 m                 | 1.46,31               |
| 2022                  | Europamästerskapen             | München               | 21:a (h)              | 800 m                 | 1.47,94               |
| 2023                  | Europeiska inomhusmästerskapen | Istanbul              | 7:e                   | 800 m                 | 1.48,54               |
| 2023                  | Världsmästerskapen             | Budapest              | 17:e (sf)             | 800 m                 | 1.44,79               |
| 2024                  | Inomhusvärldsmästerskapen      | Glasgow               | 4:e                   | 800 m                 | 1.46,39               |
| 2024                  | Europamästerskapen             | Rom                   | 3:e                   | 800 m                 | 1.45,40               |

### Nationella
| - Italienska friidrottsmästerskapen (utomhus): - 2022: Guld – 800 meter (1.46,62, Rieti) - 2023: Silver – 800 meter (1.45,04, Molfetta) | - Italienska friidrottsmästerskapen (inomhus): - 2022: Guld – 800 meter (1.48,08, Ancona) - 2023: Guld – 800 meter (1.45,99, Ancona) |

## Personliga rekord
| Utomhus - 400 meter – 47,05 (Savona, 18 maj 2022) - 800 meter – 1.44,01 (Asti, 23 maj 2024) - 1 500 meter – 3.44,61 (Zogno, 24 september 2020) | Inomhus - 800 meter – 1.45,00 (Madrid, 23 februari 2024) 0NR0 |